# Alsólipnica
Alsólipnica (lengyelül Lipnica Wielka, szlovákul Dolná Lipnica) falu Lengyelországban, a mai Kis-lengyelországi vajdaságban.

## Fekvése
Jablonkától 3 km-re nyugatra, Krakkótól 66 km-re délre fekvő falu, amely 16 km hosszan húzódik a Lipnica-patak völgyében.

## Története
Első templomát 1500 előtt Szent Lukács tiszteletére szentelték, lakói 1550 körül még evangélikusok voltak. A falut a 17. század elején alapították Żywiec környékéről érkezett telepesek. Római katolikus temploma 1769-ben épült.
A 18. század végén Vályi András így ír róla: „LIPNICZA. Alsó, és Felső Lipnicza. Két népes elegyes Lengyel, és tót falu Árva Várm. Földes Ura a’ K. Kamara, lakosai katolikusok, Felső Lipnicz az Alsónak filiája, fekszenek Babagura nevű hegy allyában, Tersztenától 3 órányira, határbéli földgyeik soványasok, úgy hogy zabon, kenderen, ’s lennen kivűl alig teremnek még valamit, Alsó Lipniczában, a’ faun keresztűl folyó vizetskén sok malma van az Uraságnak, szép Szentegyház is van benne.”
Fényes Elek 1851-ben kiadott geográfiai szótárában így ír a faluról: „Alsó-Lipnicza, tót falu, Árva vmegyében, szétszórva épülve a Babagura hegység közt: 828 kath. lak., s paroch. templommal. Az árvai urad. tartozik, s út. posta Rosenberg.”
A trianoni diktátumig Árva vármegye Trsztenai járásához tartozott.
A vármegye területének nagyobbik fele ma Szlovákia, míg kisebbik fele Lengyelország része. 1918 után Lengyelország a Nowy Targtól nyugatra és keletre fekvő, egykor Árva és Szepes vármegyéhez tartozó területre, valamint Trencsén vármegye néhány településére bejelentette igényét. A szepesi részre az évszázadokon át fennálló elzálogosítás, Árva vármegye egy részére pedig az ott élő lengyelül beszélő lakosság miatt. Itt a lakók 93%-a vallotta magát lengyelnek az 1910-es népszámláláson.
A határvita 1920-ban átmenetileg tizenhárom község (Alsózubrica, Bukovinapodszkle, Chizsne, Felsőlipnica, Felsőzubrica, Harkabúz, Hladovka, Jablonka, Oravka,  Pekelnik, Szárnya és Szuchahora) Lengyelországhoz csatolásával jutott nyugvópontra. 1924-ben került sor a cseh-lengyel külön megállapodásra, melynek alapján Csehszlovákia visszakapta Hladovkát és Szuchahorát, cserébe viszont Alsólipnicát átengedte Lengyelországnak. Ezzel a  Magyar Királyságtól 589 km² területet csatoltak el 25.000 fős lakossággal, amelyből közel 1000 fő magyar volt.
A második világháborúban a németek, szlovákok és szovjetek Lengyelország területét felosztották. 1939.10.21-28 között Szlovákia bekebelezte az 1920-1924-ben az antant által Lengyelországnak ajándékozott és a történeti Magyarország részét képező területeket.
Végül 1945-ben minden visszaállt az 1924-es állapotra. A Lengyelországhoz került rész 1975-ig a Krakkói vajdasághoz, ezután 1998-ig az Újszandeci vajdasághoz (województwo nowosqdeckie) tartozott, azóta pedig a Kis-lengyelországi vajdaság része.

## Népessége
Az 1910-es magyar népszámlálás szerint a falut összesen 2634-en lakták, ebből:
- Lengyel: 98,1% (2584 fő)
- Zsidó: 0,8% (21 fő)
- Magyar: 0,3% (8 fő)
- Német: 0,04% (1 fő)
- Egyéb: 0,76% (20 fő)

### Vallási összetétel
Az 1910-ben tartott népszámlálás során a vallásra, felekezetre is rákérdeztek. Alsólipnica esetében ez nagyon homogén volt, mivel a falu legnagyobb része római katolikus vallásúnak vallotta magát.